# Джина Раймондо
Джина Марі Раймондо (англ. Gina Marie Raimondo; нар. 17 травня 1971, Смітфілд, Род-Айленд) — американська політична діячка, підприємиця й венчурна капіталістка. 75-та губернаторка штату Род-Айленд (6 січня 2015 —2 березня 2021), перша жінка на цій посаді. З 2011 до 2015 року — генеральна скарбниця штату Род-Айленд. Член Демократичної партії.
7 січня 2021 обраний президент Джо Байден оголосив, що номінує Раймондо на посаду міністерки торгівлі. 1 березня 2021 Сенат затвердив Раймондо міністеркою торгівлі на голосуванні в співвідношенні 84-15.

## Біографія
Джина Раймондо — молодша з трьох дітей Джозефа й Жозефіни Раймондо. Її бабуся й дідусь були вихідцями з Італії.
1993 року здобула ступінь бакалавра з економіки в Гарвардському університеті. Завдяки стипендії Родса продовжила навчання в Оксфордському університеті в Англії. 1998 року здобула ступінь доктора права в Єльському університеті.
У Єльському університеті зустріла чоловіка, з яким у листопаді 2001 року одружилася. У шлюбі народила двох дітей.
Професійну кар'єру почалася з посади помічниці з персоналу у федеральному суді в Нью-Йорку. Після цього стала однією із засновників і віцепрезиденткою венчурної компанії зі штаб-квартирою у Вільямстауні (Массачусетс).
2010 року Раймондо посіла свою першу політичну посаду: державного скарбника. 2014 року була кандидаткою на виборах губернатора Род-Айленда. 6 січня 2015 року приведена до присяги як нова губернаторка.